# New Quay (Galles)

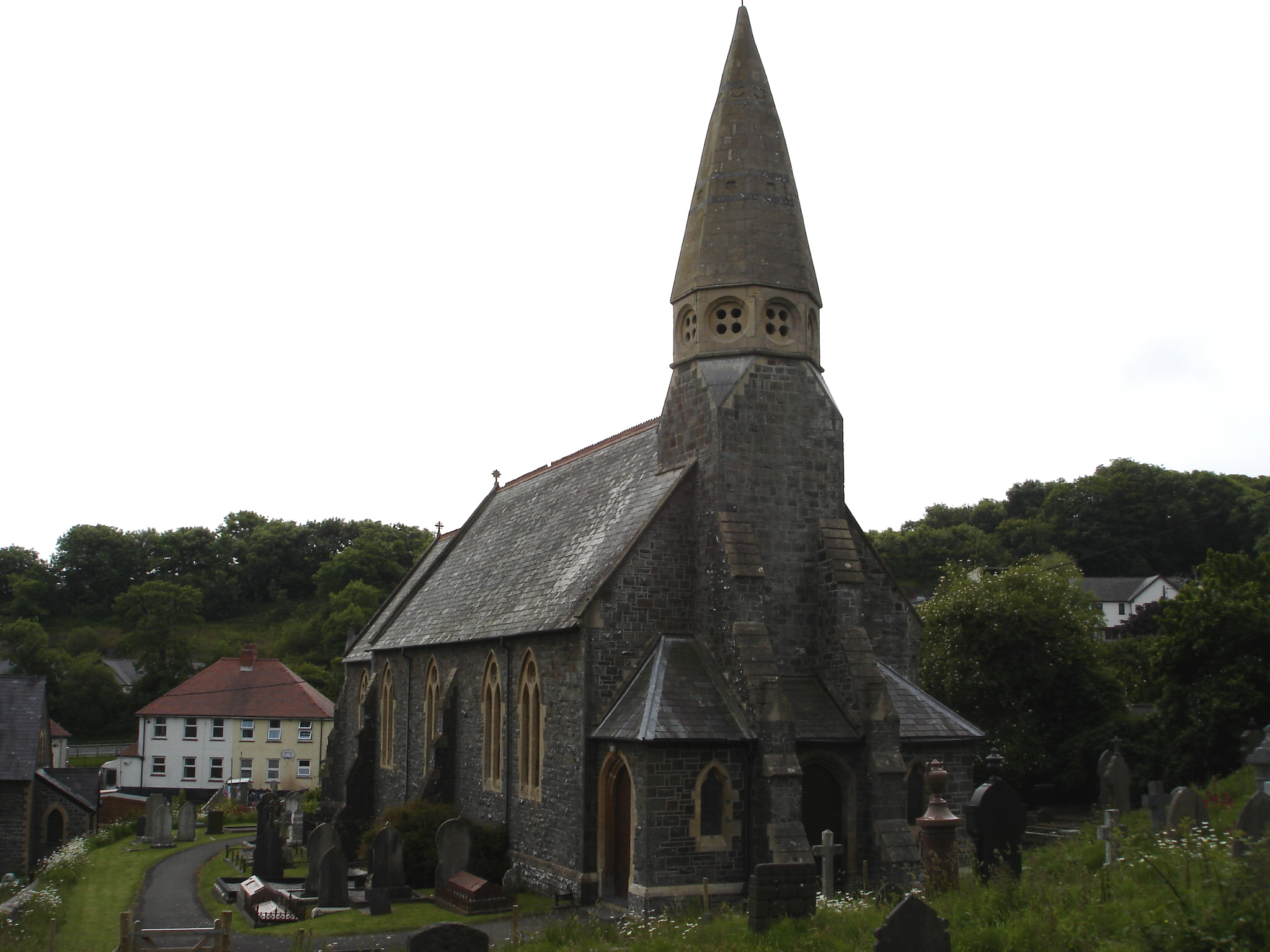
New Quay: la chiesa di San Llwchaiarn

New Quay (in gallese: Ceinewydd) è una località balneare del Galles centrale, situata nella contea di Ceredigion (contea tradizionale: Carmarthenshire) ed affacciata sulla baia di Cardigan (Mare d'Irlanda). Conta una popolazione di circa 1.000 abitanti.

## Geografia fisica

### Collocazione
New Quay si trova nella parte sud-occidentale della contea di Ceredigion, tra le località di Aberaeron e Aberporth (rispettivamente a sud/sud-ovest della prima e a nord/nord-est della seconda).

## Società

### Evoluzione demografica
Al censimento del 2001, la community di New Quay contava una popolazione pari a 1.082 abitanti, di cui 556 erano donne e 526 erano uomini.

## Storia
Le origini di New Quay non sono molto antiche, sebbene già nel corso del XVI secolo sia stata eretta in loco una chiesa dedicata ad un santo vissuto nel VI secolo, san Llwchaiarn.
Tuttavia, nella mappa del Carmarthenshire di Christopher Saxton del 1610, la località non è ancora segnalata.
Nel corso del XVIII secolo, a New Quay iniziò a svilupparsi l'attività di costruzione delle navi. Il primo veliero costruito a New Quay fu il "Thomas and Mary" nel 1799.
La località divenne in seguito popolare come porto agli inizi del XIX secolo.
Nel 1839 fu costruito a New Quay un faro, il "Pepper Pot"., che però fu spazzato via da una burrasca vent'anni dopo..
Tra il settembre 1944 e il maggio del 1945, soggiornò a New Quay lo scrittore Dylan Thomas.

## Monumenti
- Chiesa di San Llwchaiarn[1]